# Cecilia Kyllinge
Cecilia Kyllinge (tidigare Bergqvist), född 17 maj 1973 i Gamla Uppsala, är en svensk skådespelare och sångare, uppvuxen i Värmland.
Kyllinge har medverkat i en rad teateruppsättningar och på TV har hon bland annat synts i Vita lögner. På film har hon bland annat spelat en av huvudrollerna i Farligt förflutet (2001) och även i utländska produktioner som den belgiska skräckfilmen Engine Trouble (2002), Troma-filmen Parts of the Family (2003), den amerikanska komedin Pretty Cool (2001) samt Emmanuelle 2000: Emmanuelle's Intimate Encounters (2000). Hon har även medverkat i en rad kortfilmer och reklamfilmer. Under sin tid i USA försörjde hon sig också genom att måla hus och hon har även arbetat som turnébusschaufför åt olika rockgrupper.
2010 gav hon ut en skiva, Till S. Hon ägnar sig även åt teater och ståuppkomik.

## Teater

### Roller (urval)
| År   | Roll    | Produktion                  | Regi          | Teater   |
| ---- | ------- | --------------------------- | ------------- | -------- |
| 1998 | Tiggare | Celestina Fernando de Rojas | Robert Lepage | Dramaten |